# Sierra Nevada Nationalpark
37°12′0″N 3°15′0″V / 37.20000°N 3.25000°V
Sierra Nevada nationalpark er en spansk nationalpark som ligger i Sierra Nevada, hvor 65 procent ligger i provinsen Granada og 35 % i provinsen Almería (35 procent). Den strækker sig fra Alpujarra og Marquesado til Lecrindalen.

## Geografi og natur
Der er mere end 20 toppe over 3.000 meter, de højeste er Mulhacén (3.479 m), Veleta (3.396 m) og Alcazaba (3.371 m). Floderne der udspringer på nordsiden af bjergkæden løber ud i Guadalquivir-systemet, de største er Fardes og Genil. Floderne der udspringer mod vest og syd løber ud i Middelhavet. Blandt dem er Dúrcal, Ízbor, Trevélez og Poqueira, som alle er tilløb til Guadalfeo, som også selv har udspring i Sierra Nevada, samt Adra og Andarax, med deres bifloder. PÅ syd og vestsiden findes hovedparten af de næsten 50 højtliggende bjergsøer som findes i Sierra Nevada, hvoraf mange er udspringet til bække og floder.
I området findes 60 arter plantearter som er endemiske i dette område. Her findes store populationer af grævlinger og vildkatte, og mange andre arter. Inde i parken er der mange aktiviteter for besøgende, blandt andet skiløb og snowboard, men også vandring, klatring, paragliding og ridning.
I udkanten af parken ligger den botaniske have i Cortijuela som studerer og bevarer parkens endemiske arter. Et areal på 1.722,38 km² blev i 1986 udpeget til biosfærereservat under UNESCOs Menneske og biosfære-programmet.

## Eksterne kilder og henvisninger
1. ↑  ftp://ftp.geodesia.ign.es/Red_Geodesica/Hoja1027/102763.pdf (Webside+ikke+længere+tilgængelig)
2. ↑  "Arkiveret kopi" (PDF). Arkiveret fra originalen (PDF) 3. marts 2021. Hentet 20. september 2016.
3. ↑  
"Sierra Nevada Biosphere Reserve, Spain". unesco.org. 1986. Arkiveret fra originalen 13. april 2023. Hentet 21. april 2023.

- Wikimedia Commons har flere filer relateret til Sierra Nevada Nationalpark
- Flora og fauna på treksierranevada.com